# Legea proporțiilor echivalente
Legea proporțiilor echivalente spune:
Masele elementelor care se combină sau se substituie sunt proporționale cu echivalenții lor chimici.